# Брюссельская дюжина
«Брюссельская дюжина» — список из 12 художественных фильмов выбранных в 1958 году как «лучшие фильмы всех времен», первый в истории универсальный опрос о кино.
Отбор и голосование проводилось в рамках Всемирной выставки 1958 года проходившей в Брюсселе.
Целью было выбрать двенадцать фильмов за первых 60 лет истории кино, то есть с 1895 по 1955 год.
Международная федерация киноархивов (FIAF) и Международная ассоциация историков кино совместно выбрали жюри из членов 117 из 27 стран — критиков и кинематографистов.
110 членов жюри отдавали голоса по почте, а семеро составляли «вторую инстанцию»: Микеланджело Антониони (Италия), Александр Аструк (Франция), Хуан Бардем (Испания), Михайлис Какояннис (Греция), Роберт Олдрич (США), Сатьяджит Рэй (Индия), Григорий Чухрай (СССР).
Фильмы распределялись согласно набранным баллам, так первое место занял советский фильм «Броненосец „Потёмкин“» (110 голосов), второе место американский фильм «Золотая лихорадка» (95 голосов), и замкнул тройку лидеров итальянский фильм «Похитители велосипедов» (85 голосов).
В итоге фильмы распределились следующим образом:
1. СССР — Броненосец «Потёмкин» (1924 Сергей Эйзенштейн)
2. США — Золотая лихорадка (1925, Чарльз Чаплин)
3. Италия — Похитители велосипедов (1948, Витторио де Сика)
4. Франция — Страсти Жанны д’Арк (1928, Карл Теодор Дрейер)
5. США — Алчность (1924, Эрих фон Штрогейм)
6. Франция — Великая иллюзия (1937, Жан Ренуара)
7. США — Нетерпимость (1916, Дэвид Гриффит)
8. СССР — Мать (1926, Всеволод Пудовкин)
9. США — Гражданин Кейн (1941, Орсон Уэллс)
10. СССР — Земля (1930, Александр Довженко)
11. Германия — Последний человек (1924, Фридрих Вильгельм Мурнау)
12. Германия — Кабинет доктора Калигари (1920, Роберта Вине)